# Alice Jorge
Maria Alice da Silva Jorge OSE (Lisboa, 1924 — Lisboa, 16 de Fevereiro de 2008) foi uma pintora, gravadora e ceramista portuguesa, condecorada pelo Estado Português. Pertence à terceira geração de artistas modernistas portugueses. Na sua obra inicial aproximou-se do neorrealismo, evoluindo depois noutras direções, até à abstração.

## Biografia

Sem título, 1958, gravura, 32 cm x 22,5 cm

Alice Jorge nasceu em 1924 em Lisboa. 
Frequentou a Escola de Artes Aplicadas António Arroio. Frequentou depois a Escola Superior de Belas-Artes de Lisboa (1946-1954); para terminar desenho arquitetónico frequentou a Escola de Belas-Artes do Porto em 1948 (em Lisboa essa cadeira era lecionada por um professor que reprovava por sistema os alunos provenientes da António Arroio). Cursou Pedagogia na Faculdade de Letras de Lisboa  (1952-1953). Foi docente do ensino técnico (1951-1955). Foi casada durante alguns anos com Júlio Pomar.
Começou a expor os seus trabalhos na década de 1950. Foi uma das fundadoras da Gravura – Sociedade Cooperativa de Gravadores Portugueses (1956). Além da gravura, pintura e desenho, trabalhou em cerâmica, azulejo, vidros de arte e tapeçaria. Também foi ilustradora de livros, tendo colaborado em obras de autores como Aquilino Ribeiro, David Mourão-Ferreira ou Matilde Rosa Araújo. Ilustrou edições portuguesas do Decameron, da Divina Comédia, das Novelas Exemplares de Cervantes, ou de As Mil e uma Noites. Devem-se-lhe ainda as ilustrações das antologias de poetas portugueses organizadas por José Régio no início dos anos de 1960.
A par da sua atividade artística, dirigiu cursos de gravura e, já na década de 1980, publicou, com Maria Gabriel, o livro Técnicas da Gravura Artística (Livros Horizonte, 1986; 2ª edição, 2000). Foi membro do Concelho Técnico da Sociedade Nacional de Belas Artes (1980-1984).
Participou em diversas exposições coletivas, entre as quais: Exposições Gerais de Artes Plásticas, SNBA, Lisboa (1954-1956); Artistas de Hoje, SNBA (1956); I Bienal Internacional de Gravura, Tóquio, Gotemburgo (1958); 50 Artistas Independentes, SNBA (1959); I, II e III Exposições de Artes Plásticas da Fundação Calouste Gulbenkian, Lisboa (1957, 1961, 1986); Exposição Internacional Bianco e Nero, Lugano (1968); etc.
Está representada em coleções públicas e privadas, nacionais e internacionais, nomeadamente: Museu Nacional de Arte Contemporânea (Lisboa); Secretaria de Estado da Cultura; Centro de Arte Moderna José de Azeredo Perdigão, Fundação Calouste Gulbenkian (Lisboa), Centro Cultural Gulbenkian em Paris; Biblioteca Nacional de Paris e o Museu de Luanda.
Foi agraciada, a 9 de Junho de 1993, com o grau de Oficial da Ordem de Santiago de Espada por mérito artístico.
Alice Jorge morreu no fim-de-semana de 16 e 17 de Fevereiro de 2008 em Lisboa.

## Obra
Na sua obra inicial, tematicamente centrada na representação da mulher, aproximou-se do neorrealismo, evoluindo depois em novas direções. Alice Jorge  "pintou e gravou figuras populares, com sensível simplificação de formas e, cerca de 60, criou um paisagismo muito purificado banhado de valores atmosféricos"; na década seguinte optou subitamente pela abstração, "com a criação correta e sensível de grandes formas-signos".
A exposição individual de 2013 no Museu do Neo-Realismo apresentou ao público uma seleção de cerca de 30 obras da sua autoria – desenho, gravura, pintura e ilustração –, do espólio doado por Júlio Pomar a esse Museu. Nessa breve amostragem da diversidade da sua produção pudemos reencontrar: "A mulher que nos mostrava as mulheres, desvendando o seu mais simples e sofrido quotidiano ou, depois, o seu corpo na naturalidade de uma nudez sem artifícios e embelezamentos, a professora que experimenta o risco de riscar, o borrão ou o acaso, para além da figuração, numa aula prática de proveito e exemplo, a pintora de retratos nos limites da singeleza e da ingenuidade, a paisagista da indistinção, a experimentadora  de signos gráficos fortemente comunicativos, a ilustradora que cede aos poderes da imaginação [...]".

## Exposições individuais
- 1960 – Pintura e gravura. Cooperativa Gravura, Lisboa.
- 1963 – Pintura. Galeria do Diário de Notícias, Lisboa.
- 1968 – Gravura. Cooperativa Gravura, Lisboa.
- 1971 – Gravura, desenho, pintura. Galeria S. Francisco, Lisboa.
- 1972 – Pintura. Fundação Calouste Gulbenkian, Lisboa.
- 1977 – Pintura e aguarela. Junta de Turismo da Costa do Sol.
- 1978 – Pintura e desenho. SNBA, Lisboa.
- 1980 – Pintura e aguarela. Galeria Tempo, Lisboa.
- 1980 – Pintura e aguarela. Galeria Alvarez , Porto.
- 1982 – Pintura, aguarela e desenho. Galeria Ana Isabel, Lisboa.
- 1985 – Pintura. Galeria do Diário de Notícias, Lisboa.
- 1986 – Aguarela e desenho. Galeria Bertrand, Lisboa e Porto.
- 1991 – Pintura e aguarela. Galeria Teatro Romano, Lisboa.
- 1991 – Pintura e aguarela. Casa-Museu Romântico, Porto.
- 1992 – Obra gravada. Bienal de Gravura da Amadora.
- 2013 – Alice Jorge – Traços, Ecos e Revelações. Museu do Neo-Realismo, Vila Franca de Xira. [14]